# 我孙子智美
我孙子智美（1988年3月17日—）是日本前撑杆跳高运动员，出生于日本滋贺县草津市。现畢業于同志社大学。在2010年亚运会女子撑杆跳比赛中以4米15的成绩获得铜牌。因其名字在汉语中意思特别，曾经被评为亚运十大趣闻之一。2020年8月在比賽中右肩脱臼，同年12月宣佈退役。

## 外部連結
- 我孙子智美在的頁面
- JAAF （页面存档备份，存于） （日語）
- 個人網站 （页面存档备份，存于） （日語）

| 紀錄            | 紀錄                                      | 紀錄     |
| --------------- | ----------------------------------------- | -------- |
| 前任： 錦織育子 | 女子撐竿跳高日本紀錄保持者 2012年6月9日－ | 繼任： - |